# Alfa Romeo 135
L'Alfa Romeo 135 era un motore radiale aeronautico a 18 cilindri doppia stella, prodotto in tra la fine degli anni trenta e il periodo della seconda guerra mondiale dall'azienda italiana Alfa Romeo Milano.

## Storia

### Sviluppo
L'Alfa Romeo 135 è stato progettato tra il 1934 e il 1935 dall'ingegner Giustino Cattaneo, appena arrivato all'Alfa Romeo dall'Isotta Fraschini, dove aveva occupato il posto di Direttore Tecnico, e aveva progettato, tra l'altro, i motori aeronautici della serie "Asso". Il progetto era derivato da uno dei maggiori successi della casa in campo aeronautico, l'Alfa Romeo 126, raddoppiando la stella e riducendo la corsa del pistone, per aumentare i giri e ridurre l'ingombro frontale del motore. Il modello 135 RC.32 era caratterizzato dall'adozione di un compressore a singola velocità ottimizzato per la quota di 3 200 metri e di un riduttore di velocità interposto tra l'albero motore e il mozzo dell'elica. Il modello 135 RC.34 era caratterizzato dall'adozione di un compressore a singola velocità ottimizzato per la quota di 3 400 metri e da un peso a secco di 950 kg.
Sfortunatamente per le sorti dell'unità, l'Ing. Cattaneo lasciò la casa nel corso del 1935, per fondare una sua propria impresa industriale (la CABI-Cattaneo), lasciando ai suoi successori, ed in particolare al tecnico Amleto Bossi, il compito di confrontarsi con i molti problemi di messa a punto del motore. Questi comprendevano frequenti rotture, sia all'albero a camme anulare, che al supporto dei bilancieri. In più, la costruzione di un moderno banco prova, indispensabile per controllare, durante le operazioni di messa a punto, le condizioni di funzionamento di un'unità così complessa, venne intrapresa dall'Alfa Romeo solo nel corso del 1936.
Presentato alla Mostra Aeronautica di Milano del 1937, il motore suscitò molto interesse tra gli operatori civili e militari, tra cui la Regia Aeronautica, ma era ancora ben lontano da una affidabilità accettabile. L'omologazione, dopo l'usuale prova di funzionamento per 150 ore consecutive al banco, ed una prova in volo come motore centrale di un Savoia-Marchetti S.M.82, venne infine ottenuta solo alla fine del 1939. Se però il motore era ormai esente da rotture, ed affidabile in condizioni sperimentali, in condizioni operative continuavano a manifestarsi inconvenienti dovuti a facili surriscaldamenti ed eccessive vibrazioni. Le operazioni di messa a punto continuarono durante la guerra ma, quando l'unità raggiunse una buona affidabilità, le sue prestazioni erano ormai state raggiunte e superate da modelli italiani ed esteri. Per questi motivi il 135 non venne installato di serie su nessun aereo e venne prodotto, nel periodo che va dal 1938 al 1944, in soli 150 esemplari. Rimase comunque un'unità interessante, tanto che, ancora nel 1944, la Luftwaffe richiedeva la costruzione di esemplari destinati ad equipaggiare, per test avanzati, alcuni bombardieri Focke-Wulf Fw 200 Condor.

## Velivoli utilizzatori
Germania
- Focke-Wulf Fw 200 Condor (a scopo di ricerca)

 Italia
- CANT Z.1014 (5 prototipi mai costruiti)
- CANT Z.1018 "Leone"
- Savoia-Marchetti S.M.82 (solo il motore centrale)
- Savoia-Marchetti S.M.87 (4 esemplari)
- Savoia-Marchetti S.M.90 (1 prototipo)